# حوزه مجلس مادها
حوزه انتخابیه مجلس مادها (۲۴۵) یکی از ۲۸۸ حوزه انتخابیه ویدان سبها (مجلس قانون گذاری) ایالت مهاراشترا در قسمت غربی هند می‌باشد.

## بررسی اجمالی
مادها (حوزه انتخابیه ۲۴۵) یکی از ۱۱ حوزه گزینشی ویدان سبها قرار گرفته شده در بخش سولاپور می‌باشد. این ناحیه شامل قسمت‌هایی از تحصیلات ماها، پاندارپور و مالشیراس این منطقه است. تعداد انتخاب کننده‌ها در سال ۲۰۰۹ ۲۶۶٬۳۴۸ نفر بوده که شامل ۱۴۰٬۱۱۵ مرد، ۱۲۶٬۲۳۳ زن بود.

## اعضای مجلس مقننه
| سال  | عضو                       | مهمان            | مهمان             |
| ---- | ------------------------- | ---------------- | ----------------- |
| ۱۹۵۲ | واسانترائو نایک           |                  | کنگره ملی هند     |
| ۱۹۵۷ | واسانترائو نایک           |                  | کنگره ملی هند     |
| ۱۹۶۲ | کاشینات بابو اسوار        |                  | کنگره ملی هند     |
| ۱۹۶۷ | اس ام پاتیل               |                  | کنگره ملی هند     |
| ۱۹۷۲ | ویتالرائو شینده           |                  | کنگره ملی هند     |
| ۱۹۷۸ | پاربات کریشنارائو کوندیبا |                  | آزاد              |
| ۱۹۸۰ | ساته داناجی گانپاترائو    |                  | کنگره ملی هند (I) |
| ۱۹۸۵ | پاندورانگ گانپات پاتیل    |                  | آزاد              |
| ۱۹۹۰ | پاندورانگ گانپات پاتیل    |                  | کنگره ملی هند     |
| ۱۹۹۵ | بابانرائو ویتالرائو شینده |                  | آزاد              |
| ۱۹۹۹ |                           | حزب کنگره ملی‌گرا |                   |
| ۲۰۰۴ | بابانرائو ویتالرائو شینده | حزب کنگره ملی‌گرا |                   |
| ۲۰۰۹ | بابانرائو ویتالرائو شینده | حزب کنگره ملی‌گرا |                   |
| ۲۰۱۴ | بابانرائو ویتالرائو شینده | حزب کنگره ملی‌گرا |                   |
| ۲۰۱۹ | بابانرائو ویتالرائو شینده | حزب کنگره ملی‌گرا |                   |